# Augustistormen 1890
Augustistormen var en onormalt kraftig storm som drabbade Finland den 28 augusti 1890. 
Enligt observationer i Helsingfors uppgick vindhastigheten till 50 m/s sydvästlig vind. Vindobservationer från den tiden kan dock på grund av mätningstekniken inte anses helt tillförlitliga. Vilken den egentliga vindstyrkan var kan alltså inte fastställas. Uppenbart är däremot att stormen var någonting exceptionellt och att förödelsen var stor. Utmed sydkusten miste otaliga hus takplåtarna, och fönsterrutor krossades av vindstyrkan. Mängder av träd föll omkull och båtar förliste. Stormen krävde även människoliv. Spåren efter augustistormen syntes långt senare i att trädbeståndet på sina håll bara bestod av ungskog.